# Новомерчанский сельский совет
Новомерча́нский либо Но́во-Мерча́нский се́льский сове́т — входит в состав Валковского района Харьковской области Украины.
Административный центр сельского совета находится в селе Новый Мерчик.

## История
- 1918 — дата образования.

## Населённые пункты совета
- село Новый Мерчик